# Csala Zsuzsa
Csala Zsuzsa (Újpest, 1933. július 9. – Budapest, 2014. február 22.) Jászai Mari-díjas magyar színésznő, érdemes művész, a Vidám Színpad örökös tagja.

## Életpályája
Tizenhat évesen a gimnáziumi színjátszócsoport előadásán figyelt fel rá Pártos Géza, s tanácsára jelentkezett a Színház- és Filmművészeti Főiskolára. Nem végezte el, a harmadik évben eltanácsolták a főiskoláról. 1954-ben az Állami Déryné Színházhoz szerződött, 1955-től 1960-ig pedig az egri Gárdonyi Géza Színházban játszott. 1960-tól 2000-ig a Vidám Színpad tagja volt, majd haláláig a Budaörsi Játékszín tagja. Agyvérzésben hunyt el 80 évesen.
A kabaré műfajának egyik legfajsúlyosabb komikája volt. Bár nem jogutódja a feloszlatott társulatnak, 2005-ben az Új Színháztól az egykori Művész Színház művészei között Csala Zsuzsa is megkapta az örökös tagság kitüntető címet, 2013-ban pedig a Böröndi Tamás és Straub Dezső vezette új Vidám Színpadtól is.

## Családja
Édesapja Csala Miklós, édesanyja Lenhardt Ilona, Lenhardt György (1901–1977) festőművész húga. Két nővére született: Márta és Csilla.
Férjével, Kürtös István színművésszel a Déryné Színházban ismerkedett meg, együtt szerepeltek 1955-ben Molière: Dandin György című színdarabjában. Férje 1996-ban hunyt el, gyermekük nem született.

## Színpadi szerepei
- Mona Brand: Hamilton család... Shirley Blair; Margareth
- Bertolt Brecht - Dorothy Lane: Happy end... Jane
- Molière: Dandin György vagy a megcsúfolt férj... Claudine
- Federico García Lorca: Don Perlimplin és Belisa szerelme a kertben... Marcolfa
- Niccolò Machiavelli: Mandragora... Sostrata
- Niccolò Machiavelli: Maszlag... Dudi
- Honoré de Balzac: Pajzán históriák... Özvegy; Amboisené
- Georges Feydeau: Fel is út, le is út!... Marceline
- Raymundo Magalhães Jr.: Párizsi cukrászda... Jaquelin
- Marc Camoletti: Leszállás Párizsban... Berthe
- Marc Camoletti: Anna csak egy van! (Szex a lelke mindennek)... Anna
- Robert Thomas: Gyilkostársak... Berthe
- Maurice Hennequin - Pierre Veber: Elvámolt éjszaka... A felesége
- Claude Magnier: Oscar... Bernadette; Charlotte
- Ray Cooney: Család ellen nincs orvosság... Főnővér
- Jean Letraz: A szerencse fia... Házmesterné
- John Gay: Polly Amerikában... Dukátné
- Raoul Praxy: Hölgyeim, elég volt!... Marie
- Franz Arnold – Ernst Bach: Apa csak egy van?... Clotilde
- Valentyin Petrovics Katajev – Aldobolyi Nagy György: Bolond vasárnap... Dundina
- Nyikita Bogoszlovszkij - Cezar Szolodar: Jobb, mint otthon... Agáta nővér
- Vlagyimir Konsztantyinov - Borisz Racer - Szenes Iván: Segítség, válunk!... Olga
- Jurij Szergejevics Miljutyin: Nyugtalan boldogság... Kapitolina
- Vaszilij Vasziljevics Skvarkin: Az idegen gyermek... Zina
- Mikola Zarudnij: Nem vagyunk kifestve... Sztyepanova
- Abay Pál: Szeress belém... Gitta
- Abay Pál: A szerelem mellékes... Somosné
- Ábrahám Pál: Hawaii rózsája... Bessy
- Bencsik Imre: Egy fiúnak négy mamája... Bea
- Bencsik Imre: Kölcsönlakás... Csatainé; Ica
- Bencsik Imre: Kutyakomédia... Bakonyiné
- Csizmarek Mátyás: Bújócska... Anci
- Csizmarek Mátyás: Házassági alkalmazott... Eszti
- Csurka István: Csirkefogó... Gruberné
- Döme Zsolt: Az utolsó bölény... Susanne
- Eisemann Mihály: Fiatalság bolondság... Palkó Josefin
- Farkas Ferenc: Anyósgenerális (Vők iskolája)... Panni
- Fejér István - Harsányi Gábor : Pest megér egy viccet... szereplő
- Fekete Sándor: A Lilla-villa titka... Bözse
- Forgách István: Vándormadarak... Bözsi
- Gombos Imre: Pataki szüret (avagy a vőlegénység három próbája)... Bori
- Görgey Gábor: Huzatos ház... Mariska
- Gyárfás Miklós: Férfiaknak tilos... Júlia
- Halász Imre: Egy csók és más semmi... Schőn Tóni
- Harsányi Gábor: Erotica a Westenden... szereplő
- Harsányi Gábor: www.család az Interneten.hu hu... Malvinka
- Heltai Jenő: Bernát (...aki szalma)... Özv. Karvayné
- Heltai Jenő: Az édes teher...Hogyan adtam férjhez a feleségemet?... Özv. Hathársyné
- Hunyady Sándor: Lovagias ügy... Gizike
- Huszka Jenő: Gül Baba... Zulejka
- Indig Ottó: A torockói menyasszony... Blumné
- Kalmár Tibor: Kriminális kabaré... szereplő
- Kállai István: Ilyennek hazudtalak... Tirpákné
- Kertész Imre: Doktorkisasszony... Ágota
- Királyhegyi Pál: Könnyű kis gyilkosság... Mary
- Kolozsvári Grandpierre Emil: A kalózkisasszony... Biri
- Kövesdi Nagy Lajos: Szegény kis betörő... Zsuzsi
- Lakner Artúr: Édes mostoha... Marcsa
- Peterdi Pál - Romhányi József - Szabó - Szenes Iván: A jövő század zenéje... szereplő
- Réger Frigyes: Dollárpipi... Nyuszika
- Rigó Béla: Bubu doktor házassága... Ursula nővér
- Róna Tibor: Kicsi vagy kocsi?... szereplő
- Róna Tibor: Több nyelven beszélünk... szereplő
- Róna Tibor - Litványi Károly - Romhányi József: És mi lesz holnap?... szereplő
- Rónai Miklós: Legfeljebb elválunk... Teri
- Selmeczi Tibor: Romkabaré... szereplő
- Straub Dezső: Nejcserés támadás... szereplő
- Szenes Andor: Weekend... Egy kutyás nő
- Szenes Iván: Hajrá, magyarok!... szereplő
- Szinetár György: Susmus ... Terebes
- Szirmai Albert - Bakonyi Károly - Gábor Andor: Mágnás Miska... Marcsa
- Turi András - Pálos Miklós - Levente Péter: Idefigyeljetek gyerekek!... szereplő
- Vaszary Gábor: Ki a hunyó? avagy Bubus... Olga; Mama
- Vaszary Gábor: Az ördög nem alszik... szereplő
- Zilahy Lajos: Házasságszédelgő... Fűszeresné

## Filmjei

### Játékfilmek
- Csendes otthon (1957) – Feleség, egy lakó a házban
- Szent Péter esernyője (1958) – Srankóné
- A mi földünk (1959)[9]
- A Noszty fiú esete Tóth Marival (1960) – Tinka
- Egy régi villamos (1960, rövid játékfilm)
- Házasságból elégséges (1961)
- Jó utat, autóbusz! (1961) – Pergelné
- Katonazene (1961)
- Májusi fagy (1961)
- Mici néni két élete (1962) – Kati munkatársa
- Pacsirta (1963) – Prostituált
- Tücsök (1963) – Virágné
- Kár a benzinért (1964) – Szomszédasszony
- Tilos a szerelem (1965) – Szakácsnő
- És akkor a pasas… (1966) – Hintaló vásárló
- Minden kezdet nehéz 1-2. (1966)
- Nem szoktam hazudni (1966) – Taxisofőr
- Segítség, lógok (1967) – Pirike, titkárnő
- Alfa Rómeó és Júlia (1968) – Zsuzsa
- Hazai pálya (1968) – Fazekasné, „inga-özvegy”
- A nagy kék jelzés (1969) – Teréz
- Csak egy telefon (1970) – A tanácselnök felesége
- Hatholdas rózsakert (1970)[10] – Postáskisasszony
- Lila akác (1972) – Kövér jelentkező
- Égigérő fű (1979) – Piaci kofa
- Nyitott ablak (1988) – Vendéglős nő
- Holnap történt – A nagy bulvárfilm (2008) – Cili nagynénije

### Tévéfilmek
- Csudapest (1962) – Reptéri ügyfélszolgalatos
- Hagymácska (1962) – Szélzacskó hercegnő
- Májusi körhinta (1962)
- Nem értem a nőket… (1963)
- Rendszáma ismeretlen (1963)
- Színészek a porondon (1963)
- Derűs lapok Csehov életéből (1964)
- Dongó (1964) – Balláné
- El nem számolt évek (1965)
- Tóbiás és a többiek (1965)
- Princ, a katona (1967) – Házmesterné Vaskúti házában
- Bözsi és a többiek (1968) – Dóri
- Egyszerű kis ügy (1969)
- A jövő század zenéje (1970) – Házmesterné
- Komisznak lenni életveszélyes (1970) – Madge, a KOLÉV titkárnője
- Jövőbéli históriák (1971)
- Lehet egy kilóval kevesebb? (1971)
- Széplányok sisakban (1972)
- Palacsintás király 1-2. (1973) – Aprólék hercegnő
- Tériszony (1974)
- Le a cipővel! 1-2. (1976) – Bádogos mama
- Családi kör (1977-1980)
- Második otthonunk 3-5. (1977-1978)
- Ebéd (1978) – Jusztika
- Házikoncert (1978)
- Vakáció a halott utcában (1978) – Új lakó
- Disco-Disco (1979) – Baccara együttes tagja
- Szeszélyes évszakok (1981-1992) – Különféle
- Telepódium (1981-1985)
  - Mindent vállalunk (1981)
  - Mindenért fizetni kell (1981)
  - Tiszta idegbaj (1982)
  - Kutyakomédia (1982) – Bakonyiné
  - Csak semmi politika (1982)
  - Mindenre van magyarázat (1982)
  - Tökéletes házasság (1982)
  - Az első férfi (1983) – Baloghné
  - Ez még semmi (1984)
  - Nincs mese! (1984)
  - Kölcsönlakás (1984) – Ica, Vidra felesége
  - Kikkel vagyunk körülvéve? (1984)
  - Zsákutca (1984)
  - A három Pestőr (1984)
  - Csacsifogat (1984) – Mama
- Humorista a mennyországban (1982)
- Skatulyácska királykisasszony (1985) – Zacskónia
- Házasságszédelgő (1986) – Özvegy Ficzere Ferencné, fűszeresné
- Gyuszi ül a fűben 2-10. (1989-1990)
- Frici, a vállalkozó szellem (1993) – Duci, a postavezető
- Nyúlék (2002) – Frida nyúl
- Kabarémúzeum (2006)
- Antalosdi
- Dácia
- Játék az utcán
- Kulisszatitkok
- Teázzon a Kor Kontrollal

### Rajzfilmek
- Kérem a következőt! (1973-1983) – Ursula (hang)
- Vízipók-csodapók (1982) – Méh (verselő hang)
- Hófehér (1983) – III. Királynő (hang)
- Kíváncsi Fáncsi (1984-1989) – Ormányosné Amália, Kíváncsi Fáncsi mamája (hang)
- Vízipók-csodapók III. (1985) – Méh (hang)
- Trombi és a Tűzmanó (1988-1990) – Pulyka asszony (hang)

## Szinkronszerepei

### Filmek
| Év   | Cím                                   | Szereplő       | Színész            | Szinkron év |
| ---- | ------------------------------------- | -------------- | ------------------ | ----------- |
| 1942 | Egész évben farsang                   | Mamie          | Louise Beavers     | 1989        |
| 1961 | Az utolsó ítélet (1. magyar szinkron) | N/A            | N/A                | 1963        |
| 1961 | Kettős ágy                            | Sandra         | Liz Fraser         | 1964        |
| 1961 | Tiszta égbolt (1. magyar szinkron)    | Gyári munkásnő | N/A                | 1961        |
| 1962 | A vesztes nyer                        | N/A            | N/A                | 1965        |
| 1962 | Ketten a túlvilágról                  | Cestinarka     | Jarmila Smejkalová | 1963        |
| 1964 | Folytassa, Kleo! (1. magyar szinkron) | Calpurnia      | Joan Sims          | 1965        |
| 1969 | Távol a naptól                        | N/A            | N/A                | 1970        |

### Rajzfilmek
| Év   | Cím                                                            | Szereplő | Szinkronhang    | Szinkron év |
| ---- | -------------------------------------------------------------- | -------- | --------------- | ----------- |
| 1964 | Frédi és Béni – V/3. rész: Ici-pici Frédi (1. magyar szinkron) | Nővér    | Jean Vander Pyl | 1980        |
| 1989 | A kis hableány                                                 | Carlotta | Edie McClurg    | 1990        |

## Díjai, elismerései
- Jászai Mari-díj (1974)
- Érdemes művész (1986)
- Déryné-díj (1993)
- Marton Frigyes-díj (2007)
- Vidám Színpad örökös tagja (2013)